# Dekanat Nowa Ruda (2005)
Dekanat Nowa Ruda – zreorganizowany dekanat w rzymskokatolickiej diecezji świdnickiej. W pierwotnej formie przestał istnieć 11 czerwca 2007, w wyniku powstania dekanatów: Nowa Ruda i Nowa Ruda-Słupiec.

## Parafie i miejscowości
W skład dekanatu wchodziło 12 parafii:

### parafia Świętych Piotra i Pawła
- Bożków → kościół parafialny
  - Bożkówek
- Czerwieńczyce → filia św. Bartłomieja
- Koszyn → filia NMP Nieustającej Pomocy
- Święcko → filia św. Floriana
  - Pagórek

### parafia św. Marcina
- Dzikowiec → kościół parafialny
  - Dębówka
  - Nowy Dzikowiec
- Wolibórz → filia św. Jakuba
  - Podlesie
  - Przygórze

### parafia św. Katarzyny
- Jugów
  - Goliszyn → kościół parafialny
  - Jastrzębiec
  - Jutroszów
  - Krzów
  - Nagóra
  - Olszowiec
  - Pniaki
  - Sobków
  - Więcław
  - Zdrojowisko
- Przygórze
  - Buczyna
  - Huta Barbara → filia Podwyższenia Krzyża Świętego

### parafia św. Michała Archanioła
- Ludwikowice Kłodzkie → kościół parafialny
  - Borek
  - Dalków
  - Drzazgi
  - Grzymków
  - Miłków
  - Nowy Miłków
  - Sowina
- Sokolec → filia św. Marcina
  - Sowa

### parafia św. Barbary
- Nowa Ruda
  - Drogosław → kościół parafialny
  -  Jaworów
  -  Orkany

### parafia św. Katarzyny
- Nowa Ruda
  - Dolsko
  - Kościelniki → sanktuarium NMP Bolesnej
  - Kuźnica
  - Łężno
  - Nagórzany
  - Podgaje
  - Porąbka
  - Rękawczyn
  - Słupiec → kościół parafialny i filia NMP Królowej Aniołów
  - Straszków

### parafia św. Mikołaja
- Nowa Ruda → kościół parafialny oraz filie Bożego Ciała, NMP Loretańskiej, Podwyższenia Krzyża Świętego i Wniebowzięcia NMP
  - Góra Świętej Anny → filia św. Anny
  - Kolno
  - Siemiątków
  - Tworzyków

### parafia św. Doroty
- Gajów
- Karłów
- Pasterka → filia św. Jana Chrzciciela
- Radków → kościół parafialny i filia św. Andrzeja Boboli
  - Leśna
  - Skibin
- Ratno Górne

### parafia św. Jakuba
- Gorzuchów
  - Giełczów
- Raszków → filia Świętych Piotra i Pawła
- Suszyna
  - Boguszowice
  - Mrówieniec
- Ścinawka Dolna → kościół parafialny i filia św. Stanisława Kostki
  - Gorzuchówek
  - Wygwizdów

### parafia św. Marii Magdaleny
- Bieganów
  - Zagórzyn
- Ścinawka Górna
  - Bemowo
  - Sarny
- Ścinawka Średnia → kościół parafialny i filia Bożego Ciała
  - Bieganówek
  - Księżno

### parafia Nawiedzenia NMP
- Ratno Dolne
  - Nowy Świat
  - Ratno-Wambierzyce
- Studzienno
- Wambierzyce → kościół parafialny
  - Górne Wambierzyce
  - Jelenia Głowa

### parafia św. Piotra Kanizjusza
- Rybno
- Ścinawka Górna (do parafii należy tylko przysiółek tej wsi)
  - Błogocice
- Tłumaczów → filia Świętych Piotra i Pawła
  - Janików
  - Pasterczyk
  - Rudawa
  - Tłumaczówek
- Włodowice → kościół parafialny
  - Górzna
  - Grządka
  - Rzędzina

Powyższy wykaz przedstawia wszystkie miasta, wsie oraz dzielnice miast, przysiółki wsi i osady w dekanacie.